# 奧格羅傑涅茨城堡

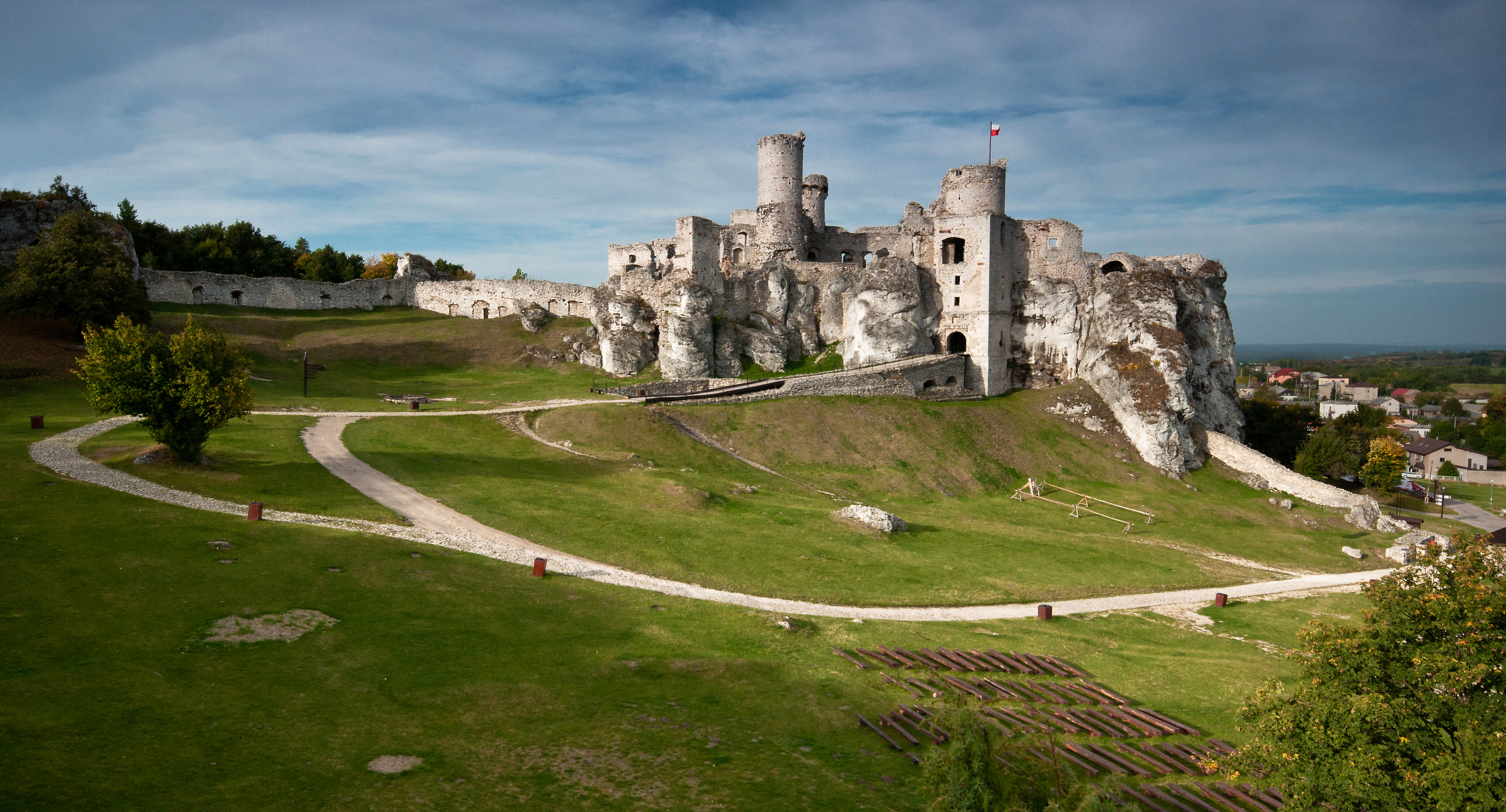
奧格羅傑涅茨城堡

奧格羅傑涅茨城堡（Ogrodzieniec Castle）是位於波蘭中南部克拉科夫-琴斯托霍瓦高地的一座中世紀城堡的遺跡。奧格羅傑涅茨城堡由Włodkowie Sulimczycy家族始建於14至15世紀。現在城堡遺址對公眾開放。

## 外部連結
- Official site（页面存档备份，存于）

50°27′12″N 19°33′12″E / 50.45333°N 19.55333°E